# Chapelle Notre-Dame du Scex
La chapelle et ermitage Notre-Dame du Scex (ou du Rocher) est une chapelle située dans le canton du Valais en Suisse. Elle est dédiée à Notre-Dame et se trouve à l'ouest de la ville de Saint-Maurice. Insérée dans la paroi d'une falaise, elle y est presque dissimulée à 135 mètres au-dessus de la plaine et pour y accéder, il faut gravir un sentier comportant 487 marches. Depuis le VIIe siècle, de nombreux ermites y ont résidé. La chapelle est un lieu de culte connu dans tout le Chablais, valaisan et vaudois.

## Histoire de la chapelle ou plutôt de sa genèse
Depuis toujours, Notre-Dame du Scex appartient à l'abbaye de Saint-Maurice (la « chapelle est placée sous la juridiction de l'abbé de Saint-Maurice et rattachée à l'église abbatiale »). Dans un premier temps, au VIIe siècle (en 611), le surplomb de la falaise a d'abord été un ermitage mais rapidement une chapelle y a été fondée puis l'édifice fut agrandi à plusieurs reprises. À la fin des années 1950, des fouilles archéologiques ont mis au jour les fondations d'une chapelle qui pourrait dater de la fin du VIIIe siècle. Quant à la chapelle actuelle, elle date du XVIIIe siècle et conserve une belle collection d’ex-voto, possède des vitraux et une statue de saint Amé qui a été commandée, en 2011, pour le jubilé du 1400e de la fondation de l'ermitage.

### La chapelle carolingienne
En 1958, Charles Zimmermann, le chanoine Jean-Marie Theuillat et le chanoine Léo Müller entreprennent des fouilles sur le site. Ces fouilles laissent apparaître la présence d'un ermitage et d'une première chapelle qui a dû exister sur le rocher du Scex entre la fin du VIIIe siècle et le Xe siècle.
La chapelle était construite tout contre le rocher et orientée vers le nord. Elle possédait une petite nef de 6,25 m de long et un chœur en demi-cercle de 2,15 m de long pour un maximum de 2,75 m de large. Une porte dans l'abside, du côté de la vallée, permettait de se rendre sur la terrasse qui menait à l'ermitage.

### La chapelle médiévale
En fait, jusqu'au XIVe siècle, aucun document ne mentionne la chapelle du Scex, pas même les bulles pontificales de la fin des XIIe et XIIIe siècles qui établissent la liste de toutes les  églises et chapelles qui dépendent de l'abbaye de Saint-Maurice.
Une hypothèse de travail avancée dans la publication des Échos de Saint-Maurice de 2011 attribue à l'abbé de Saint-Maurice, Nantelme (abbatiat : 1224-1259), un rôle dans la redécouverte du sanctuaire. Cette hypothèse pourrait être corroborée par la représentation de la Vierge en majesté et de son enfant tenant tous les deux une pomme dans la main. Cette iconographie se retrouve sur la châsse de l'abbé Nantelme, mais aussi sur la grande châsse de Saint-Maurice. Toutefois, aucun écrit médiéval ne vient confirmer ou infirmer cette théorie. Il faut donc se contenter de la première mention de la chapelle du Scex en 1317 lors d'un legs fait par un certain Henri Boneti. À partir de cette date, le sanctuaire est cité de manière continue dans des actes de donations de terres, de redevances, la fondation de messes, d'offrandes pour entretenir les lieux et permettre de maintenir une lampe perpétuelle devant l'image de Notre-Dame du Scex. Au début du XIVe siècle, il est certain que la chapelle est devenue un lieu de pèlerinage dans lequel vit une recluse et un recteur, soit un prêtre, est détaché pour célébrer la messe dans la chapelle. En 1475-1476, au cours de la guerre qui oppose les Hauts-Valaisans et le duché de Savoie, la chapelle et l'ermitage semblent avoir été saccagés. À la suite de cette destruction, le sanctuaire a été réparé assez rapidement et, en 1479, une nouvelle cloche est fondue pour le petit clocher.
En 1500, après que  deux chanoines de l'abbaye de Saint-Maurice en aient fait la demande, la chapelle Notre-Dame du Scex obtient de Rome le privilège perpétuel de 100 jours d'indulgence pour tous les fidèles qui viennent prier dans cette chapelle à l'occasion des fêtes de l'Assomption, de la Nativité, de l'Annonciation, du Lundi de Pâques et du 11 mai, jour de la dédicace de la chapelle. La présence de la chapelle semble donc bien installée dans la région, tout comme la dévotion à Notre-Dame du Rocher.

### La chapelle duXVIIesiècleet celle duXVIIIesiècle
Au cours du XVIIe siècle, la chapelle est transformée. Tout débute, en 1612, à la suite d'un éboulement qui détruit le chemin menant au lieu du sanctuaire. Face à l'afflux des pèlerins, l'édifice religieux est non seulement réparé mais aussi agrandi. En 1620, le chanoine et sacristain Henri de Macognin fait reconstruire, agrandir et décorer la chapelle à ses frais. Pour en faciliter l'accès, l'édifice est orienté vers le sud, la nef est allongée et élargie. En 1628, le même chanoine fait construire un nouvel ermitage un peu plus loin au nord ce qui correspond à son emplacement actuel. En 1635, il fait sculpter un Christ en Croix à même le rocher et fait aussi réaliser un tableau destiné à être placé au-dessus de l'autel de la chapelle. Ce tableau est une « toile à couleur d'huile représentant Notre-Dame tenant un Jésus droict en son giron ». Et enfin, l'abbé de Saint-Maurice, Pierre Maurice Odet (abbatiat de 1640-1657) fait réaliser pour le sanctuaire un autel en pierre.
À la fin du XVIIe siècle, d'autres travaux sont entrepris : la façade de l'entrée de la chapelle est refaite (1683) ; un chemin de croix est aménagé sur le site (1698). En 1721, lors de la visite apostolique de l'abbaye de Saint-Maurice sur le territoire abbatial et donc de la chapelle du Scex (puisque cette dernière fait partie de ses possessions), le chanoine Louis Boniface qui inspecte le sanctuaire assure que l'ensemble est dans un état décent et convenable.
Au milieu du XVIIIe siècle, d'autres travaux importants sont réalisés dans le sanctuaire. C'est cette phase de travaux qui va lui donner sa physionomie actuelle. La sacristie est refaite, le chœur et la chapelle sont pourvus de catelles, l'entrée est pavée, la fontaine réparée tout comme le chemin d'accès au sanctuaire, trois petites cloches sont installées, quinze tableaux sur les mystères du Rosaire sont réalisés, le chœur est aussi pourvu d'une belle balustrade en fer forgé (1752). Il semble aussi que la voûte et une partie des fondations de la chapelle aient été consolidées dans la seconde partie du XVIIIe siècle. En 1768, un autel massif en marbre est installé dans la chapelle. Il s'agit de l'autel actuel. Il faudra attendre le début du XXe siècle pour que d'autres modifications soient entreprises dans le sanctuaire.

### La chapelle duXXesièclejusqu'à nos jours
En 1903-1904, la chapelle est en mauvais état et nécessite une restauration. Ce sont les chanoines Meinard de Werra, Joseph Abbet, Guillaume de Courten puis Hyacinthe Rouiller qui ont la charge de ces travaux. Tout d'abord, des travaux de maçonnerie puis d'importants changements sont réalisés: une unification de la hauteur de la nef, une nouvelle toiture, une modification du petit clocher, à l'intérieur, de nouveaux aménagements de pilastres et chapiteaux, le remodelage de l'œil-de-bœuf du portail, le sol est carrelé, un plancher en sapin est installé sous les bancs et les murs et plafonds peuvent avoir été repeints. En 1917-1918, un vitrail est réparé, le chemin de croix est repeint, la charpente de la chapelle est consolidée, la sacristie est restaurée tout comme le sentier qui permet d'accéder au sanctuaire.
En 1933, l'architecte Adolphe Guyonnet (1877-1955) rénove l'édifice dans le rocher. Il fait retirer les statues de saint Séverin et saint Amé qui se trouvaient à proximité de l'autel et place la grande statue de saint Amé dans une niche située à proximité de l'ermitage. En 1936, l'abbaye de Saint-Maurice fait aménager des toilettes sur le site et l'électricité doit avoir été installée entre 1929 et 1937.
En 1944, l'architecte Charles Zimmermann s'occupe de la restauration du chœur de la chapelle (dallage, autel et assainissement des murs). En 1946, c'est l'architecte Claude Jaccottet qui est mandaté par l'évêque-abbé Louis-Séverin Haller pour la restauration de la chapelle. Claude Jaccottet va d'abord aménager l'autel, faire restaurer la Vierge en Majesté. Pour l'architecte vaudois il s'agit de « remettre en état les deux façades principales, nord et est. Cette dernière serait transformée en ce sens qu'on ouvrirait une fenêtre de plus et que, pour y adapter des vitraux enlevés de l'église cathédrale et abbatiale de Saint-Maurice, on changerait la forme des fenêtres. D'autre part, un abri étant désiré pour les veillées, nous l'avons établi en avant de l'église dans une forme aussi simple qu'économique. Le clocheton actuel étant caché par cette construction, nous avons profité d'installer les cloches dans une forte pile d'angle favorable à la stabilité de la construction ». En 1948-1949, les travaux sont réalisés. Ils comprennent des agrandissements dans le rocher, l'aménagement d'un nouveau narthex, l'agrandissement des fenêtres, la construction d'un péristyle avec un petit clocher, l'agrandissement conséquent de la sacristie et la réfection du clocher.
De 1958 à 1959, des travaux de restauration sont à nouveau entrepris. Ces derniers ne changeront pas la configuration du bâtiment de manière importante mais ils permettront d'effectuer des fouilles archéologiques d'importance qui aboutiront à de riches découvertes concernant l'histoire du sanctuaire. Les travaux les plus importants ont touché la façade nord qui est remplacée par une baie vitrée et l'aménagement d'une nouvelle porte permettant d'accéder à la sacristie. L'autel baroque est très légèrement modifié et l'artiste Albert Chavaz a réalisé le tableau de la Vierge de l'Assomption (1960). Entre 1960-1964, le peintre verrier mandaté à cette occasion réalise trois dalles de verre pour le porche et les six vitraux de la chapelle (ces derniers selon un programme iconographique d'Albert Chavaz). En 1959, une porte en fer forgé est réalisée pour fermer la rampe d'escaliers. Puis l'électricité est refaite et la chapelle est pourvue d'un téléphone. En 1963, un petit téléphérique est installé permettant d'acheminer du matériel jusqu'au sanctuaire.
En 1980, la toiture en bardot est restaurée, l'intérieur de la chapelle repeint et la porte légèrement retouchée. En 1996, de nouveaux travaux permettent de s'occuper des décorations de l'intérieur de l'édifice, l'autel est adapté à la célébration de la messe face au peuple comme l'a demandé le concile Vatican II, le toit et les façades extérieures sont refaits tout comme l'éclairage du chemin d'accès. Le chemin de croix est également restauré. En 1998, l'accès au sanctuaire est fermé pour sécuriser le rocher. En 2007, un éclairage extérieur est installé pour illuminer le site et, à la suite de la destruction de la statue de saint Amé par un déséquilibré (en 2006), une statue en bronze est commandée à Roger Gaspoz et bénie le jour de la fête de l'Assomption 2011. Pour terminer, dans la nuit du 10 au 11 mai 2011, un incendie endommage une partie de la chapelle mais sans provoquer de grands dégâts.

## La chapelle: Iconographie mariale et ex-voto
Depuis 1988, la chapelle de l'ancien ermitage est inscrite comme bien culturel d'importance régionale. Mais dès 1972, elle a été classée, par la Confédération suisse, « monument historique d'importance locale » et, en 1980, c'est le Conseil d'état valaisan qui « la classe au nombre des monuments historiques protégés par le canton ».

### Une chapelle mariale
La chapelle du Scex est une chapelle mariale. Elle est consacrée à Marie, la mère de Jésus. Elle porte le vocable, c'est-à-dire qu'elle est dédiée à Notre-Dame du Scex soit Notre-Dame du Rocher. En Suisse, cette dévotion s'appelle aussi : Madonna del Sasso ou Mariastein.
En fait, si ce sanctuaire marial préexistait, la dévotion à Notre-Dame du Rocher se développe principalement à Saint-Maurice au cours de la Contre-Réforme (soit au XVIIe-XVIIIe siècles) et de la reconquête du catholicisme dans le Pays de Valais soit l'actuel canton du Valais. Une partie de la décoration de la chapelle du Scex en témoigne. En effet, en plus des statues de saint Amé et saint Nicolas de Flüe, la majeure partie des éléments décoratifs servant à soutenir la dévotion des fidèles est consacrée à la mère de Jésus. Il y a les vitraux et le maître autel (du XXe siècle), mais aussi une petite Vierge romane beaucoup plus ancienne. Mais la dévotion mariale des fidèles est aussi très visible dans le nombre important d'ex-votos apportés sur le site de la chapelle du Scex.

#### Vierge romane
Oubliée à la fin du XIXe siècle car remplacée par une nouvelle statue mariale en plâtre plus aux goûts des fidèles de l'époque, la petite Vierge romane est peu connue. Il s'agit d'une Vierge en majesté assise sur un petit banc ou trône, portant une couronne tout comme son fils enfant qu'elle tient sur le genou. Une Vierge en majesté est par excellence une Vierge qui est déjà — pour les catholiques — au Ciel, dans la lumière de son fils ressuscité. Elle est ainsi invoquée comme la Reine des anges et de tous les saints. Et, si elle porte une couronne, c'est parce qu'elle est la mère du Roi des rois qui est — pour les chrétiens — Jésus-Christ. Mais la petite statue de la Vierge tient encore dans sa main droite une petite boule qui n'est pas une orbe, donc le monde, mais plus probablement une pomme. En tenant ce fruit qui est celui que la tradition chrétienne identifie comme étant le fruit défendu de l'Éden, Marie est vénérée comme la Nouvelle Ève tenant sur ses genoux le Nouvel Adam, qui est son fils, Jésus.
L'existence de cette petite statue en bois d'une hauteur totale de 31 cm est attestée par un inventaire de 1645 mais pendant longtemps, elle a été datée du XVIIe siècle ou considérée comme une copie de cette époque. Elle a connu de nombreuses restaurations au cours des siècles dont les plus récentes remontent à 1946-1947 (Cette dernière a été effectuée par le Musée national de Zurich), puis en 1958 (par Karl Haaga). Ce dernier a pu retirer les couches successives de peinture qui avaient recouvert la statue pour retrouver son manteau rouge, une robe lilas et un enfant habillé d'une tunique verte. L'ensemble des vêtements sont bordés d'un large liseré d'or.
Pour terminer, il faut noter que jusqu'au XIXe siècle, cette petite statue, qui était placée sur une niche située au-dessus de retable, aurait pu être régulièrement revêtue de belles toilettes comme c'est encore le cas par exemple de la Vierge Noire de l'abbaye d'Einsiedeln.

#### Le tableau de la Vierge et les vitraux: un programme iconographique d'Albert Chavaz
Albert Chavaz a réalisé un programme iconographique marial se développant du tableau du maître autel aux vitraux.
Si le thème du tableau du maître autel, à savoir la Vierge de l'Assomption dont la tête porte une couronne est un thème courant de l'iconographie catholique, la manière dont Albert Chavaz traite son sujet tranche avec les tableaux représentant Marie avant le concile Vatican II. En effet, l'artiste suisse représente la mère de Jésus avec des couleurs vives (bleu, violet, rouge) et donne une forte impression de mouvement à la Vierge : les grandes lignes de la silhouette de la Vierge couronnée donnent ainsi l'impression qu'elle danse ou avance vers le fidèle.
Entre 1961 et 1964, les six vitraux d'Albert Chavaz ont été posés dans le sanctuaire. Ces vitraux sont réalisés à l'aide de plomb qui unit les pièces en grisaille au médaillon central qui lui est en couleur. Le programme iconographique est pleinement marial puisque les six vitraux représentent : l'Annonciation, la Nativité, la Présentation de Jésus au Temple, le miracle de Cana, la rencontre entre Jésus et sa mère sur le chemin le menant à la Croix et la crucifixion du Christ. En fait, comme toujours dans la théologie catholique (voir mariologie), Marie est vénérée mais toujours en lien avec son fils. C'est parce qu'elle a donné la naissance à Jésus, l'a accompagné durant son enfance et sa vie publique et ce, jusqu'à la croix, que Marie est considérée comme la première disciple de son fils, Jésus de Nazareth. Et, pour l'église catholique, le dogme de l'Assomption de Marie fait de la Vierge la première ressuscitée après le Christ, la plaçant dans l'éclat de la sainteté de Dieu. C'est pour cette raison qu'elle porte une couronne car elle est au paradis et siège comme reine parce que son fils est le Roi des rois. Le tableau du maître autel vient donc couronner le chemin iconographique voulu par l'artiste dans ses vitraux.

### Les ex-voto
Comme dans de très nombreux sanctuaires catholiques, particulièrement des sanctuaires mariaux, les fidèles ont souvent prié pour que Dieu (ou Dieu par Marie) réalise leurs vœux et demandes. Certains, après avoir été exaucés ont voulu remercier pour le miracle réalisé ou la demande comblée. En effet, selon la définition du Larousse en ligne, un ex-voto est un « tableau ou objet symbolique suspendu dans une église, un lieu vénéré, à la suite d'un vœu ou en remerciement d'une grâce obtenue ». C'est ce qui explique la présence d'ex-voto dans de nombreux lieux de cultes et à la chapelle Notre-Dame du Scex.

#### Les ex-voto de Notre-Dame du Scex
Au fil des siècles, de très nombreux fidèles sont venus remercier Marie à la Chapelle Notre-Dame du Scex. Si aujourd'hui, il ne subsiste que quelques ex-voto sur les murs de l'édifice marial du rocher du Scex, ce n'était pas le cas avant la restauration de 1958 où les parois étaient recouvertes de remerciements adressés à la Vierge Marie comme on peut le lire ci-après : « Les nombreux ex-voto qui se suivaient et se disputaient ensuite une place sur les murs des anciennes chapelles, [...]; et les plus anciens, comme les hommes dans la vie, devaient disparaître pour laisser paraître de nouveaux venus ». En 1958, les murs étaient au moins recouverts de 28 représentations du Christ et 92 de la Marie sous forme de toiles peintes, tableaux brodés, statues, sculptures sur bois et bas-reliefs. Il y avait aussi 143 ex-voto en marbre portant des inscriptions. Enlevés en 1959, l'ensemble de ces ex-voto est maintenant déposé aux archives de l'abbaye de Saint-Maurice.
Les ex-voto actuels, restaurés en 1958-1959, se composent de 9 tableaux historiques datant de 1639 à 1889. Tous s'adressent à la Vierge tenant ou non l'Enfant Jésus dans ses bras. Dans la chapelle, il y a aussi de petits ex-voto métalliques en forme de cœur qui portent des inscriptions comme : « Reconnaissance à Marie G.J. 1940 », « Merci à Notre Mère Oran 1962 M. de G. » ou « Notre-Dame du Scex Paris G.U. 11 août 1970 ». En fait, depuis 1959, les seuls ex-voto pouvant être déposés dans la chapelle doivent « être des œuvres originales peintes agréées par le sacristain de l'Abbaye » de Saint-Maurice. Ce fut le cas en 1983 où Edgar Bavarel a fait poser une belle icône russe en bronze représentant une Vierge à l'Enfant et portant l'inscription suivante : « Merci ô Vierge du Scex / Merci de me faire vivre / de la vraie vie / E.B. 23 octobre 1893 ».

## Un ermitage
En plus d'être une chapelle et un lieu de pèlerinage, Notre-Dame du Scex a d'abord été un ermitage, depuis sa fondation en 611 par saint Amé. Après quelques siècles d'éclipse, la présence de recluses et d'ermites est attestée dès le XIVe siècle. Puis, ce sont généralement des gardiens ou des sacristains qui accueillent les pèlerins et entretiennent les lieux.

### Le premier ermite saint Amé

#### Saint-Amé, entre histoire et légende
Né vers 560 dans les environs de Grenoble, saint Amé ou Amé de Remiremont a été donné par son père à Dieu comme moine de la royale abbaye d'Agaune. Il y entra en 580 et est rapidement remarqué pour ses qualités intellectuelles et spirituelles. Après avoir été moine durant 30 ans, il désira mener une vie à l'écart, en ermite. C'est ainsi qu'il s'installa, contre l'avis de sa communauté monastique, sur un petit replat de la falaise qui surplombe Saint-Maurice afin d'y vivre de manière ascétique et dans une totale pauvreté. Il donnait d'ailleurs ses pauvres biens à ceux qui en avaient plus besoin que lui. Une fois installé, il obtient toutefois l'accord de son père abbé et de ses frères en religion en leur disant qu'il lui fallait rester dans son ermitage afin « d'y prier, pleurer ses fautes dans ce lieu resserré et servir son Rédempteur avec une parfaite soumission ». Pour l'aider dans son quotidien, son Abbé demanda à Frère Bérin de se mettre au service particulier de l'ascète. Il menait en effet, une vie d'une extrême austérité puisqu'il ne portait pas de sandales et que son seul vêtement était fait de peaux de mouton. Il jeûnait très fréquemment, se contentant le plus souvent de pain d'orge, de quelques noix et d'eau. Quotidiennement, il tentait de se soustraire au sommeil, tout en luttant contre les démons qui le tentaient, un peu à la manière des Pères du désert. Sur son surplomb rocheux, il aurait aussi fait miraculeusement jaillir une source du rocher afin de cultiver un petit champ d'orge.
Sur l'appel de l'abbé Eustase (disciple de saint Colomban), il quitta son ermitage au bout de trois ans pour Luxeuil tout en se consacrant à la prédication, en poursuivant sa vie austère et en réalisant de nombreux miracles. Finalement, appelé dans les Vosges il contribua à la fondation d'un monastère qui devient l'abbaye de Remiremont. Epuisé et dans un grand état de délabrement physique, c'est là qu'il mourut vers 627 en odeur de sainteté après avoir préparé son âme à rejoindre Dieu en se confessant et en demandant à recevoir une juste pénitence. Le récit de sa vie précise que trois jours après son décès, il est apparu à des frères et les a consolés de son départ en leur disant : « Ne vous attristez pas ; sachez que j'ai été absous de mes péchés et que j'ai bien été accueilli dans la présence de mon Seigneur. Le feu de la pauvreté vous brûle maintenant en ce lieu, mais, dans peu de temps, le Seigneur Dieu tout puissant vous pourvoira de tous biens en abondance. En attendant, dis à frère Romaric d'avoir l'âme tranquille et de prendre grand soin du monastère. Et souviens-toi toujours de moi ». Et cette annonce de dons en abondance pour tirer le monastère de la pauvreté se réalisa puisque peu après, un roi fit don de 200 pièces d'or au monastère puis d'autres donations affluèrent.

#### Les reliques de saint Amé
L'abbaye de Saint-Maurice conserve un coffret-reliquaire contenant des reliques de l'ermite. Ces dernières ont été données, en 1654, à Jean-Jodoc de Quartéry par les chanoinesses de Remiremont. C'est Jean-Jodoc de Quartery qui a fait réaliser ce coffret-reliquaire. Ce dernier est conservé dans le trésor de l'abbaye de Saint-Maurice. Dans le même trésor, un autre reliquaire, soit une monstrance en forme de soleil portant les armes de Armand-Joseph Fava (1826-1899), évêque de Grenoble, contiendrait les reliques de saint Amé.

#### Le jubilé du 1400eanniversaire
En 2011, pour le jubilé du 1400e anniversaire de l'installation de saint Amé dans son ermitage, l'abbaye territoriale de Saint-Maurice a commandé et fait héliporter, le 12 août 2011, une statue de l'ermite réalisée par Roger Gaspoz. Le 11 mai 2011, jour de la fête de la dédicace de la chapelle, une messe a été célébrée à l'occasion de ce jubilé et, le 15 août 2011, en la fête de l'Assomption, la statue a été bénie.

#### La statue de Saint-Amé
Voici ce que le sculpteur et peintre, Roger Gaspoz dit de la sculpture qu'il a réalisée pour le jubilé des 1400 ans de la présence de saint Amé sur le site du Scex : « Une blessure dans le rocher, un humble abri et un homme retiré dans une faille de la pierre. Amé, assis, les mains posées sur un livre saint, les paumes tournées vers le ciel, vers le Ciel. Tout est orienté vers le Ciel chez Amé, l'ermite recueilli au creux de la falaise d'Agaune. Incarné et inscrit dans le cosmos, son corps méditant repose sur un siège de pierre, socle naturel, matériel, solide. Solide comme l'Écriture Sainte sur laquelle il médite. Chez ce moine tout est présence. Présence à la réalité de la dure condition humaine. À la sienne tout d'abord, avec toutes les limites qu'il se connaît. Présence à l'autre, ensuite, imprégné qu'il est des errances et des espérances de ceux et celles qui viennent se confier à lui. Présence de ce Dieu à qui l'ermite aux mains ouvertes remet tout. Il se fait offrande de cette humanité à Celui qui entend tout, qui accueille tout, au Tout-Puissant en Amour. Les mains ouvertes d'Amé offrent ainsi le monde, avec ses merveilles, ses grandeurs et ses misères. Elles offrent et accueillent, dans un perpétuel mouvement d'échange : l'homme de Dieu reçoit et donne dans la simplicité. Il passe du dedans au dehors, du dehors au dedans, respiration d'une âme pétrie d'intériorité réceptive. La prière, l'orientation de son cœur vers Dieu est première chez ce saint ermite qui vécut à l'emplacement de l'actuelle chapelle Notre-Dame du Scex. Une sculpture d'airain en fait mémoire. Oui, saint Amé est à la fois solitude, recueillement et présence, canal entre Dieu et les hommes. Visage serein, paupières closes, l'ermite a les yeux ouverts sur l'infini, sur le Tout-Autre, paisible et frémissant de l'Esprit qui l'habite ».

### Un ermitage et des ermites
Si la chapelle Notre-Dame du Scex (ou du Rocher) tire son origine dans la présence érémitique de saint Amé dans la falaise surplombant Saint-Maurice, il semble que l'ermitage demeura longtemps à l'abandon. Toutefois, depuis 1317, la chapelle apparaît de manière constante dans les documents disponibles. En effet, dès le XIVe siècle, la messe semble y être célébrée et une femme solitaire est mentionnée comme vivant sur le lieu. Entre 1349 et 1389, des documents attestent de dons faits en faveur d'une recluse habitant sur le site avec sa servante. En 1378, le nom de la recluse et de sa servante sont mentionnés à savoir : Mermette d'Estavayer et Allysa de Payerne. En 1387, la recluse est une autre femme qui se prénomme Wihlhemine Defer de Saint-Maurice. Pour le XIVe siècle, d'autres noms sont connus, à savoir : Jeannette de Bevaix d'Estavayer, Peruson de Vevey, Alexie de Payerne et d'un ermite Georges. Au XVe siècle, Rolet Alamandi — bourgeois de Saint-Maurice — est mentionnée comme ermite du Scex.
À partir du XIVe siècle, nous sont connus les noms des recteurs du lieu de pèlerinage, à savoir, les chanoines de Saint-Maurice : Jean d'Erde, Jean Combassis, Guillaume Bernardi d'Allinges, Jean de Chastonay, Louis de Chastonay, Jacques de Plastro, Henri de Macognin de la Pierre, Victor Antoine Bérody. Ensuite, la chapelle est confiée à un chanoine sacristain.
Dès le XVIIe siècle, avec la Contre-Réforme dans le Pays de Valais, la dévotion mariale renaît et Notre-Dame du Scex redevient un important lieu de pèlerinage. À partir de ce moment, un gardien et/ou sacristain non ermite habite dans l'ermitage. Toutefois, vers 1675, il est question d'Elie de la Pierre, un ermite, qui demande à vivre dans le rocher. Au début du XVIIIe siècle, de nouveaux ermites sont mentionnés à Notre-Dame du Scex dont le frère Pierre Pittoud. Au début du XIXe siècle, Claude-Maurice de Villa, Germain Varone, Philippe Brière y ont été ermites.
Au XXe siècle, de 1908 à 1958, frère Luc Puippe a été le sacristain du sanctuaire et a marqué les gens par sa présence et son dévouement. D'autres frères de l'abbaye se sont dévoués à ce lieu de pèlerinage marial dont frère Bernard Guérin, l'oblat Marcien Jordan et le chanoine Roger Berberat (de 1971 à 1989).

### Le dernier ermite en date: Nicolas Buttet
Nicolas Buttet est né à Monthey, en Suisse, le 7 octobre 1961. Après des études de droit à l'Université de Fribourg où il obtient sa licence universitaire en 1986, il exerce d'abord comme juriste puis s'investit en politique dans le Parti démocrate chrétien suisse (PDC). Il deviendra d'ailleurs député au Parlement cantonal valaisan en 1984. En 1985, il se convertit à la foi catholique et décide de se consacrer à Dieu dans une vie de célibat tout en poursuivant ses activités politiques. À Noël de la même année, il dit faire l'expérience de la présence de Dieu dans l'eucharistie : « J’ai eu la certitude intérieure, intime, profonde que, dans cette hostie, Jésus était présent. Je me disais: Le Corps du Christ est là. Un voile s’effondrait »[réf. nécessaire].
En 1987, Nicolas Buttet est contacté par le Conseil pontifical Justice et Paix pour lequel il va travailler jusqu'en 1992. Mais peu à peu, son désir de devenir ermite le pousse à quitter son travail au Vatican pour s'installer dans l'ermitage troglodytique de Notre-Dame du Scex. Il y restera de 1992 à 1996. Voici ce qu'il a dit de son expérience : « “Une fois, j'ai passé neuf jours avec seulement un pot de miel pour manger”, explique le religieux qui ne se plaint pas de son sort. Nicolas Buttet ressort plutôt de touchantes anecdotes. “Je me souviens de cette femme, venue avec un pistolet dans son sac pour se tirer une balle et se jeter en bas de la falaise. Elle a passé neuf nuits de prière ici, puis elle est repartie et a repris ses études”, raconte le dernier ermite du site. Il se rappelle également d'un homme venu frapper à sa porte à 4 h du matin. “Je vous dérange...?”, avait demandé le visiteur, avant d'avouer avoir reconduit une prostituée avec laquelle il comptait tromper sa femme ». Peu à peu, son rayonnement attire à lui des jeunes qu'il accompagne et forme jusqu'au moment où il est appelé à fonder une communauté religieuse, la Fraternité Eucharistein d'Epinassey près de Saint-Maurice. En 2003, Nicolas Buttet est ordonné prêtre par Dominique Rey, évêque français de Fréjus-Toulon. Depuis, il a encore contribué à créer l’institut Philanthropos (en 2004), la Fondation Écophilos (en 2004) et l'Association culturelle Dorothée et Nicolas de Flüe.[réf. nécessaire]

### De nos jours
Depuis le départ de Nicolas Buttet, il n'y a plus d'ermite sur le site de Notre-Dame du Scex, toutefois, des messes y sont encore régulièrement célébrées par les chanoines de l'abbaye de Saint-Maurice et des pèlerins continuent à s'y rendre pour prier et admirer le paysage. Intégré à l'itinéraire des chapelles, Notre-Dame du Scex voit aussi défiler des marcheurs et des curieux.

## À proximité de la chapelle, un ouvrage militaire
Si l'on remonte la vallée du Rhône depuis le Léman, la ville de Saint-Maurice est construite à la sortie d'un défilé rocheux. Très rapidement, cet étranglement de la vallée a été perçu comme un passage stratégique à aménager en fortifications en cas de conflit. Sur le côté gauche en se dirigeant vers Martigny, des fortifications ont été installées. Il s'agit du fort de Savatan qui s'inscrit dans un complexe fortifié plus large couvrant le côté gauche (sur la canton de Vaud) et droite de la vallée du Rhône (sur le canton du Valais) avec les fortifications Dufour, la fortification de l'Arziller, le fort de Dailly, le fort de Cindey et le fort du Scex. Au début du XXe siècle, afin de bien protéger le défilé et de suppléer aux angles morts de Savatan, une solution militaire a été cherchée du côté droite de la vallée. C'est ainsi que la paroi de rochers qui surplombe Saint-Maurice a été choisie pour y installer une batterie militaire : « On y établit en 1906 une batterie de 6 pièces de 8,4 cm sur la corniche où sont édifiés l'Ermitage et la “Chapelle de Notre Dame du Scex”. Cette batterie fut remplacée par un ouvrage plus complet, plus résistant et armé en conséquence : la Galerie du Scex. Cet ouvrage a été établi dans la paroi même, à la hauteur d'une vire qui court tout le long de ladite paroi, une centaine de mètres au-dessus de la vallée. On y accède par deux sentiers. L'un se détache de celui qui dessert la Chapelle du Scex à la hauteur de la corniche inférieure ; l'autre est greffé sur le chemin muletier qui relie les Cases à Vérossaz lorsque celui-ci a atteint à peu près l'altitude de la galerie ». La chapelle du Scex appartenant à l'abbaye de Saint-Maurice, des accords ont été conclus entre l'armée et les chanoines réguliers de Saint-Maurice en ce qui concerne l'accès au fort. De nos jours, la galerie militaire du Scex n'est plus en activité.

## Pour aller plus loin: bibliographie
- Ernest Baumann, « L'inventaire des ex-voto », Annales valaisannes,‎ 1942, p. 438-442.
- Adolphe Blanchet, Chemin de croix pour les pèlerins de Notre-Dame du Scex à Saint-Maurice, Lausanne, 1878.
- Louis Blondel, « La chapelle Notre-Dame du Scex à Saint-Maurice », Vallesia, Sion, t. 15,‎ 1960, p. 145-153.
- Gaëtan Cassina, « Notes sur l'activité en Bas-Valais de Giorgio Bernardi et Gerolamo Roncho, sculpteurs ossolans du XVIIe siècle », Vallesia, t. 34,‎ 1979, p. 135-148.
- Eugène Coquoz, « Notre-Dame du Scex », Monastrosen,‎ 1884-1885, p. 465.
- Léon Dupont-Lachenal, « Notre-Dame du Scex », Les Échos de Saint-Maurice, t. 52, nos 4-5,‎ 1954, p. 121-133 et 140-156.
- Léon Dupont-Lachenal, « Notre-Dame du Scex », Marie, vol. 8, no 33,‎ 1954, p. 58-60.
- Léon Dupont-Lachenal, « Une nouvelle cloche à Notre-Dame du Scex », Le Nouvelliste valaisan,‎ 23 novembre 1954, p. 1.
- Léon Dupont-Lachenal, Notre-Dame du Scex, Saint-Maurice, Saint-Maurice, 1957.
- Léon Dupont-Lachenal, « Jean-Jodoc de Quartery, 1608-1669. Chanoine de Sion et abbé de Saint-Maurice. Recherches sur sa vie et ses œuvres », Vallesia, t. 26,‎ 1971, p. 131-186.
- Paul Fleury, « Le culte de la sainte Vierge dans les paroisses abbatiales », Les Échos de Saint-Maurice, t. 52, nos 4-5,‎ 1954, p. 140-156.
- Paul Gaist, « Une visite à Notre-Dame du Scex », Les Échos de Saint-Maurice, t. 6,‎ 1904, fasc. 7, p. 211-213.
- Paul Hugger, « Lieux de pèlerinage : la suisse entre ciel et terre », Le Savoir suisse, Lausanne, no 55,‎ 2009.
- Marcien Jordan, Notre-Dame du Scex, [s.l.], [s.d.], [19-??].
- La montée à Notre-Dame du Scex, Saint-Maurice, 1947.
- Adolphe Magnin, Pèlerinages aux sanctuaires suisses de la Sainte Vierge, Fribourg, 1939.
- Adolphe Magnin et Romain Pittet, Sur les pas de Notre-Dame, Saint-Maurice, 1947.
- Léo Mueller, « Les édifices sacrés de l'Abbaye de Saint-Maurice selon un témoignage autorisé de 1721 », Annales valaisannes,‎ 1962, fasc. 2-4, p. 427-446.
- « Notre-Dame du Scex : une chapelle dans la falaise », Les Échos de Saint-Maurice, no 23 (numéro spécial),‎ 2011 (lire en ligne [PDF]).
- Michel Parisse (dir.), « Vies de saint Amé et saint Romaric, nouvelle traduction des vitae du Moyen Âge », Le Pays de Remiremont, bulletin de la Société d'histoire locale de Remiremont et de sa région, t. 2,‎ 1979, p. 51-60.
- Romain Pittet et Benedikt Rast, Vierges de chez nous, Fribourg, 1963.
- Jean-Jacques Rapin, « Les fortifications de Saint-Maurice », dans Forts et fortifications en Suisse, Sargans, Gothard, Saint-Maurice et autres ouvrages de défense, Lausanne, 1993, p. 105-140.
- Recueil de cantiques pour les pèlerins de Notre-Dame du Scex, suivis des vêpres de l'Assomption, Saint-Maurice, 1923.
- André Renaud, « Histoire des fortifications de Saint-Maurice : Dédié aux officiers de la Garnison qui, du 29 août 1939 au 20 août 1945, ont servi le pays, et à leurs aînés », dans Garnison de Saint-Maurice, Lausanne, 1946, p. 13-27.
- Olivier Roduit, La chapelle Notre-Dame du Scex à Saint-Maurice. Histoire et spiritualité, Saint-Maurice, Éditions Saint-Augustin, 2011.
- Olivier Roduit, Saint-Maurice : un lieu, des martyrs, une abbaye; Notre-Dame du Scex, saint Amé, la chapelle, Saint-Maurice, 1987.
- Catherine Santschi, Les Ermites du milieu du monde : le désert en Suisse romande, en Savoie et en Bresse et en Bugey, Genève, 2012.
- Catherine Santschi, « Les ermites du Valais », Vallesia, t. 43,‎ 1988, p. 1-103.
- Catherine Santschi, « Ermites et stabilité chez les ermites des Alpes occidentales », Revue d'histoire ecclésiastique suisse, t. 82,‎ 1988, p. 53-76.
- Bernard Wyder et Klaus Anderegg, Ex-voto du Valais. Walliser Votivbilder. Catalogue de l'exposition au Manoir de Martigny du 24 juin au 16 septembre 1973, Martigny, 1973.
- Maurice Zermatten, Chapelles valaisannes : Le visage pittoresque et religieux du Valais, Neuchâtel, 1941.
- Charles Zimmermann, « Un chemin vers le ciel. Suite de dessins », Les Échos de Saint-Maurice, t. 50, nos 4-5,‎ 1952, p. 99-106.

### Les Échos de Saint-Mauriceno23
Les Échos de Saint-Maurice no 23, numéro spécial d’automne 2011, [télécharger en pdf] :
1. ↑  p. 96 ;
2. ↑  p. 22-24 ;
3. ↑  p. 25 ;
4. ↑  p. 25-27 ;
5. ↑  p. 29 ;
6. ↑  p. 28-29 ;
7. ↑  p. 38-39, concernant ce chemin de croix ;
8. ↑  p. 31-33 ;
9. ↑  p. 34-37 ;
10. ↑  p. 63-65, concernant le clocher et ses cloches ;
11. ↑  p. 40-44 ;
12. ↑  p. 47-50 ;
13. ↑  p. 53 ;
14. ↑  p. 51-54 ;
15. ↑  p. 55-58 ;
16. ↑  p. 59-61 ;
17. ↑  p. 60 ;
18. 1 2  p. 59 ;
19. ↑  p. 5-11, p. 77-79 et p. 80-95 ;
20. ↑  p. 77 : ce tableau remplace la statue de Marie de la fin du XIXe siècle qui elle-même remplçait un tableau offert en 1635 par le peintre Vallélian ;
21. 1 2  p. 5-11 ;
22. ↑  p. 93-95 ;
23. ↑  p. 81-92 ;
24. 1 2  p. 80 ;
25. ↑  p. 80-81 ;
26. ↑  p. 82-85 ;
27. ↑  p. 87 ;
28. 1 2  p. 86 ;
29. 1 2 3  p. 122-129 ;
30. ↑  p. 69 ;
31. ↑  ensemble des informations tirées des p. 66-78 ;
32. ↑  p. 96-103 ;
33. ↑  Pour plus d'informations, voir p. 45-46.

### Autres références
1. 1 2   Joël Espi, « Notre-Dame du Scex, 1400 ans de mysticisme », Le Régional,‎ 25 mai 2011, p. 29 (lire en ligne [PDF], consulté le 21 septembre 2023).
2. ↑  « Chapelle Notre-Dame du Scex », sur balades-en-famille.ch (consulté le 3 février 2016).
3. 1 2  Albin Salamin, « Photo - St-Maurice, Notre-Dame-du-Scex », sur notrehistoire.ch, 4 avril 2014 (consulté le 21 septembre 2023).
4. ↑  « Saint-Maurice: La chapelle de Notre-Dame du Scex fête ses 1’400 ans », Cath.ch,‎ 3 mai 2011 (lire en ligne, consulté le 14 avril 2025).
5. ↑  Cf. Henri Salina, « Monseigneur Louis-Séverin Haller », Les Échos de Saint-Maurice, t. 83,‎ 1987, p. 217-222 (lire en ligne [PDF], consulté le 21 septembre 2023).
6. ↑  Canton du Valais - Inventaire PBC, liste des objets B.
7. ↑  « Ex-voto », sur Dictionnaire de français Larousse, 2016 (consulté le 2 juin 2016).
8. ↑  « Biographie », sur www.rogergaspoz.com (consulté le 9 février 2016).
9. 1 2  « Une statue pour saint Amé », Les Échos de Saint-Maurice, t. 106b,‎ 2011, p. 15-20 (lire en ligne [PDF], consulté le 21 septembre 2023).
10. ↑  Cf. « Présentation de la Fraternité Eucharistein », sur Eucharistein (consulté le 21 septembre 2023).
11. ↑  http://chablais.swissgeo.ch/www.chablais.info/image/user/ot_stmaurice/pdf/Itineraire_des_chapelles_-_pdf.pdf
12. ↑  « En 1914 : Fort du Scex », sur Forteresse historique de St Maurice (consulté le 21 septembre 2023).